# Margaranthus
Margaranthus é um género botânico pertencente à família Solanaceae.
1. ↑  «Margaranthus — World Flora Online». www.worldfloraonline.org. Consultado em 19 de agosto de 2020